# Isao Iwabuchi
Isao Iwabuchi (Prefectura de Tochigi, Japó, 17 de novembre de 1933 – 16 d'abril de 2003), fou un futbolista japonès.

## Selecció japonesa
Isao Iwabuchi va disputar 8 partits amb la selecció japonesa.